# Dia da Decisão
O Dia da Decisão é um grande evento organizado pela Igreja Universal do Reino de Deus que reúne em estádios, praias, ginásios ou arenas, no mesmo dia e em todas as capitais brasileiras, fiéis de todos os seus templos.
Em 2010, em São Paulo aconteceu no Autódromo de Interlagos, comparecendo quase três milhões de pessoas. No Rio de Janeiro foi realizada na Enseada de Botafogo e contou com a presença de mais de dois milhões de pessoas. Também foram envolvidas as cidades Rio Branco, Recife, Goiânia, Salvador, Macapá, Fortaleza, São Luiz, entre outras. O Dia D também foi feito em Moçambique e na Argentina.